# Vlag van Raard

Vlag van Raard

De vlag van Raard is de dorpsvlag van het Nederlandse dorp Raard, in de Friese gemeente Noardeast-Fryslân. De vlag werd in 1988 geregistreerd.
De dorpsvlaggen van 28 dorpen in Dongeradeel werden op 28 januari 1988 goedgekeurd door de gemeenteraad van de vroegere gemeente Dongeradeel.

## Beschrijving
De beschrijving van de vlag is als volgt:
Broekschuin gedeeld, vanaf de broek wit-blauw; in het wit een zwarte W van een derde vlaghoogte met boven de eerste helft van de W een groen klaverblad.
De kleuren zijn afkomstig van het dorpswapen.

## Symboliek

Schuine indeling: verwijst naar het wapen van Westdongeradeel, de gemeente waar het dorp eertijds deel van uitmaakte.
- Letter W en klaverblad: ontleend aan het wapen van het geslacht Van Kleffens. De letter W uit het wapen verwijst naar de stamvader van het geslacht: Oege Thomass, in oude schrijfwijze Wge Thomass.[4]